# 359 a.C.

## Eventos
- Cneu Mânlio Capitolino Imperioso e Marco Popílio Lenas, cônsules romanos.
- Filipe II sobe ao trono da Macedónia (até 336 a.C.)